# Rosegarden
Rosegarden è un programma open source per Linux che permette la composizione di brani musicali, la visualizzazione sotto forma di spartito e la conversione di questi ultimi in file MIDI. È stato progettato come clone open source di Cubase.

## Caratteristiche
- Riproduzione e composizione di file audio e MIDI con ALSA e JACK
- Supporto per JACK per la sincronizzazione con altri programmi audio
- Possibilità di avvio senza JACK, per la riproduzione e composizione di soli file MIDI
- Mixer audio e MIDI
- Traduzione dell'interfaccia in russo, spagnolo, tedesco, francese, italiano, svedese, estone, giapponese, cinese, ceco, catalano, finlandese ed inglese.